# Ny Varberg

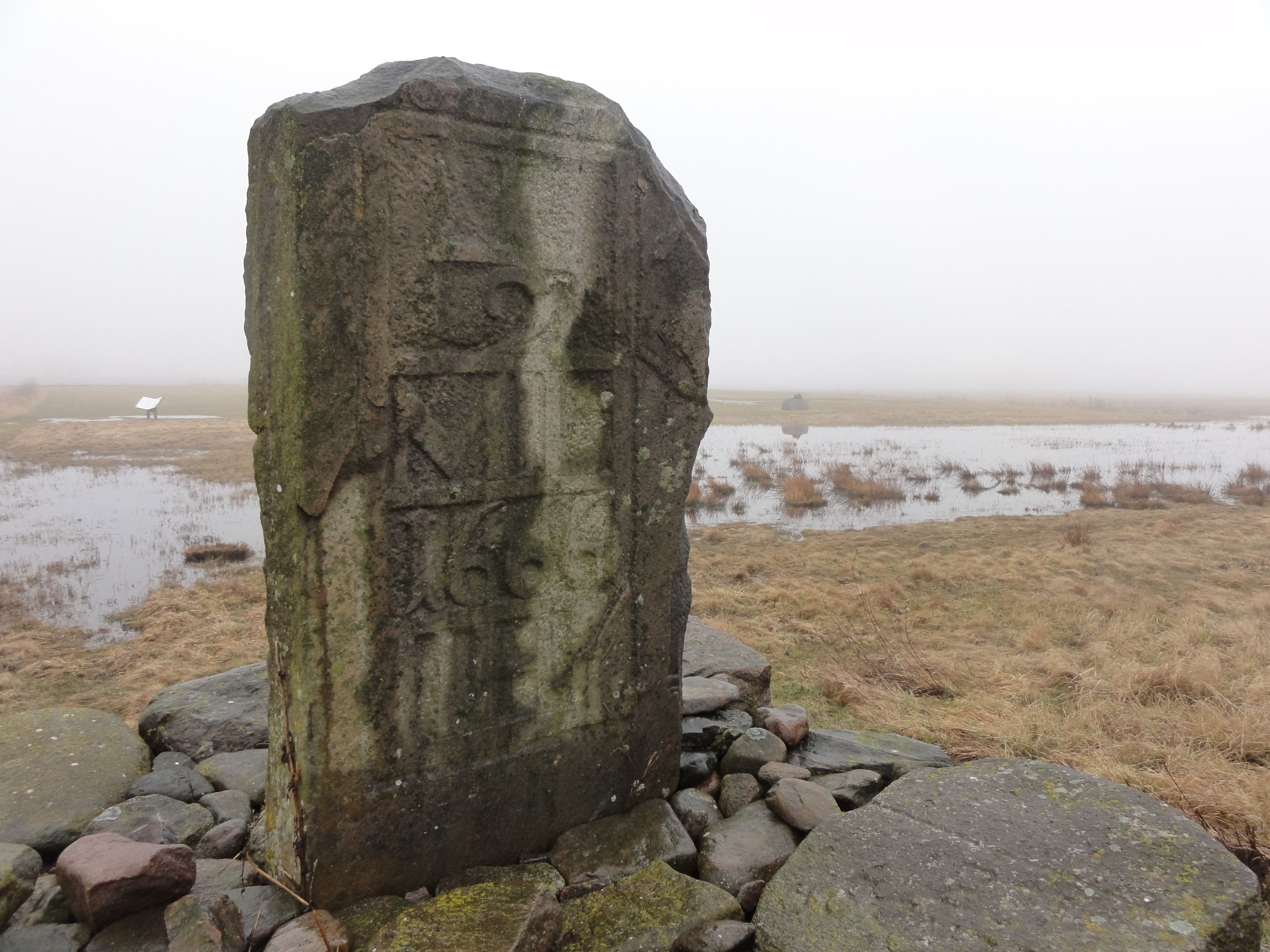
En milsten från 1666 framför klosterruinen.

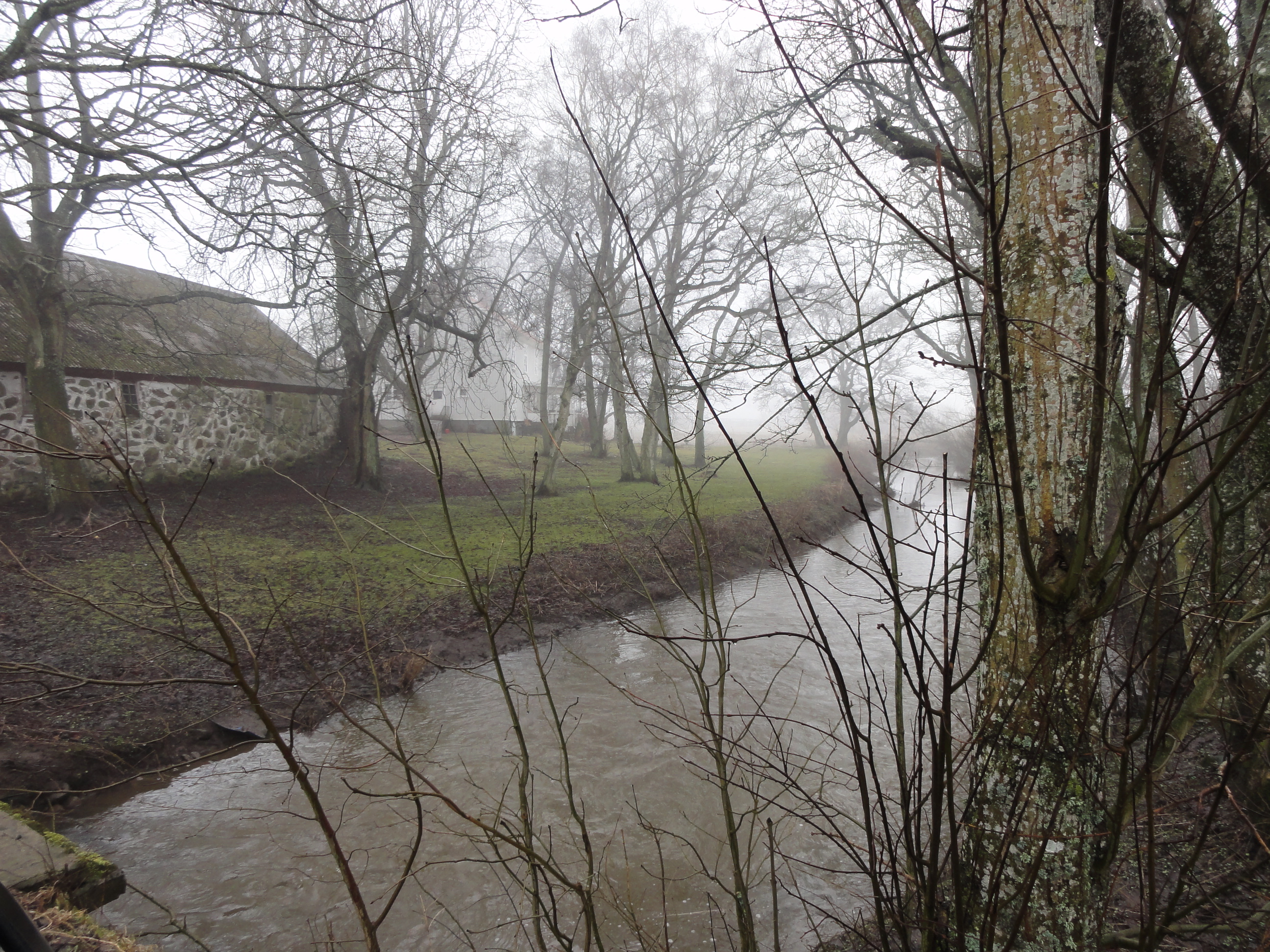
Munkån vid Lindhovs kungsgård.

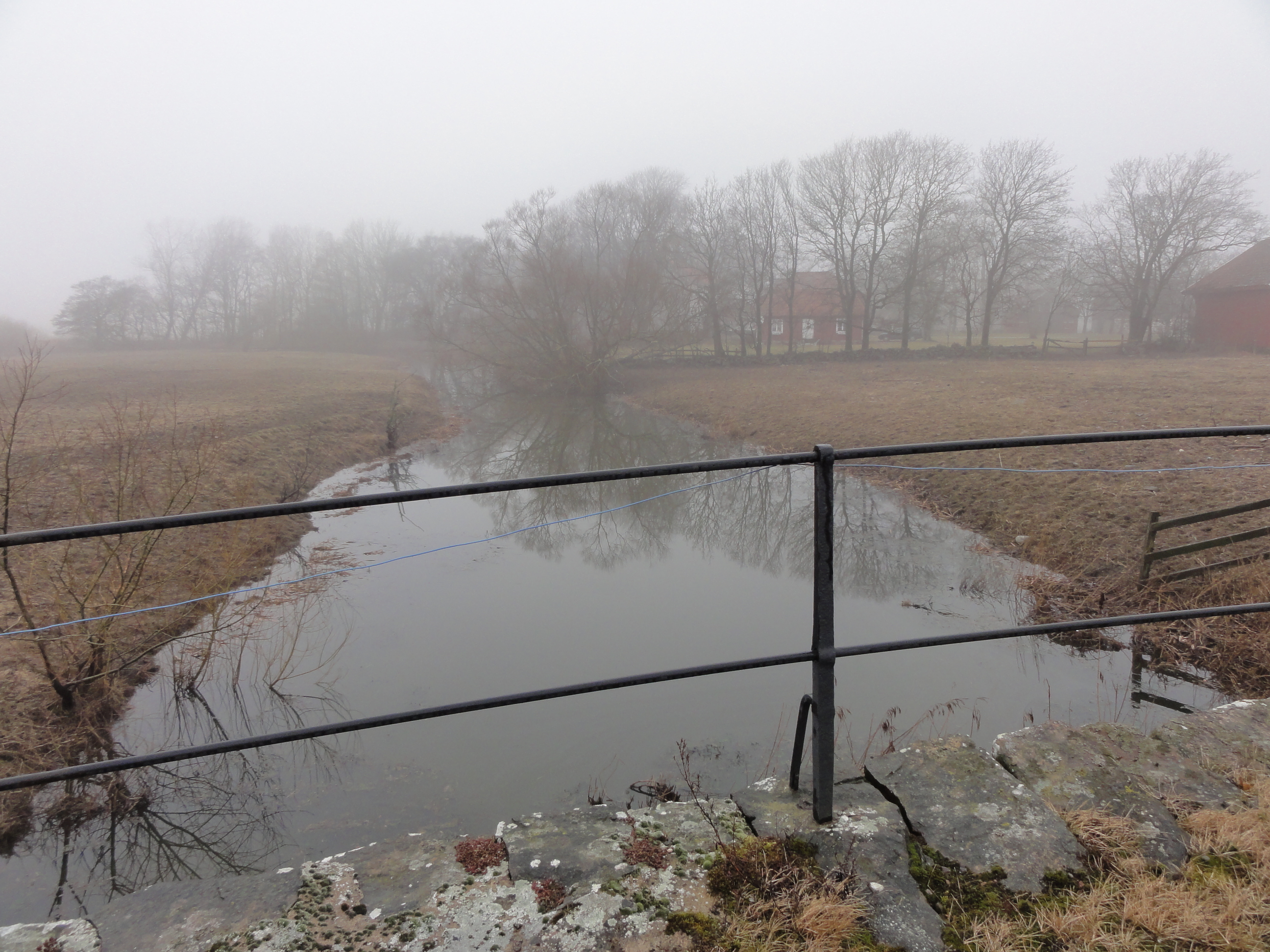
Himleån från stenbron vid Lindhov.

Ny Varberg eller Nyby var en stad några kilometer norr om nuvarande Varberg. Staden grundlades i början av 1400-talet, men tidpunkten är oklar. Svenska trupper brände staden 1612, under Kalmarkriget, varefter den aldrig mer återuppbyggdes. Kung Kristian IV beordrade stadens nedläggning 1613, samt att borgarna skulle flytta till en plats i skydd av Varbergs fästning kallat Platsarna (se Varberg på Platsarna). På den gamla stadsjorden uppfördes istället Lindhovs kungsgård.

## Historik
Staden Ny Varberg etablerades troligen i konkurrens med Getakärr och fortlevde samtidigt med denna stad fram till 1578. Stadskyrkan grävdes delvis ut 1936 och visar likheter både i storlek och form med Mariakyrkan i Helsingborg och Sankt Nicolai kyrka i Halmstad vilket tyder på tidigt 1400-tal. Likaså pekar arkeologiska utgrävningar av Getakärr på en kraftig nedgång i handel omkring 1400. Under Engelbrektsfejden på hösten 1434 var staden redan etablerad:
| ”                        | Sedhan måste Engelbrekt til Wardhberg fara medh mycket folk och storan skara. Norre Halland kallar han samman i sänder, de gingo honom genast alla till händer. Nye Wardhberg ej annat torde, de låto han in ock väl honom fordre [utfodrade] | „ |
| – ur Engelbrektskrönikan | |   |

På medeltiden anlades ofta handelsplatser där två vattendrag korsades. Vid Ny Varberg flöt Munkån ihop med Himleån som i sin tur förbands med havet via en omkring 700 meter lång kanal. I öster grävdes en vallgrav, under 1500-talet förstärkt av en träpallisad. Tre allmänna vägar passerade eller utgick från Ny Varberg: den gamla Kustvägen med färjeläge vid Viskan, den inre vägen med bro över Viskan vid Åsbro samt Viskavägen via Stamnared över tullstationen mot Sverige vid Grimmared.
Stadens kyrka var en gotisk treskeppig tegelkyrka med tresidig koravslutning. Efter nordiska sjuårskrigets härjningar hade det norra skeppet raserats och kyrkan ombyggt med endast två skepp. 1688 brukades kyrkan som hölada till Lindhovs kungsgård. 1685 fick borgerskapet i Varberg tillstånd att använda sten från denna medeltidskyrka till uppförandet av stadens kyrka, Caroli kyrka.
Stadsjorden grävdes ut 1981–1982 i samband med att riksväg 41 mot Borås skulle breddas. Den gamla vägen mellan broarna hade ungefär samma sträckning som den nuvarande vägen. Staden hade under 1400-talet en yta som var mindre än 6 000 kvadratmeter, men växte under 1500-talet till en yta på omkring 12 000 kvadratmeter.
I stadens utkant fanns fram till 1525 ett karmelitkloster. Karmelitordens provinsprior i Landskrona gav skriftligt tillstånd till klostrets grundande 1462. År 1531 var det tomt. Klostret grävdes ut 1964–1965 och ligger idag öster om riksväg 41. Strax söder om själva staden, 350 meter från Himleån vid allmänna vägen, låg förmodligen det Sankt Jörgens kapell, som omnämns på 1400-talet, och ett hospital. Även kapellet grävdes ut när Boråsvägen breddades.
Från mitten av 1500-talet drabbades staden vid flera tillfällen av omfattande förstörelse. 1545 ägde en stor brand rum, och under nordiska sjuårskriget förstörs åter stora delar av staden. Efter belägring intogs, plundrades och brändes staden av den svenska armén den 28 augusti 1565. Så här beskrevs situationen av Daniel Hansson Hund till Rommelberg i början av 1600-talet:
| ” | The icke bleffwe slagne och dräpne ther Bådhe medh bösser, pijill och swerd, The bleffwe alle fångne; Men staden brendes platt op tå Ther lefdes hwarken sticke eller strå, Så slett bleff then förgången. | „ |

Genom stöd av statsmakterna och, åtminstone försök till, tvångsförflyttning av Gamla Varbergs borgare till Ny Varberg, sker en omfattande nybyggnation under senare delen av 1500-talet. År 1597 drabbas emellertid staden åter av en brand och 1612, under Kalmarkriget, blev staden så illa skövlad av svenskarna att Kristian IV beslutade att flytta staden, varvid den nya stadsbildningen som kallas Varberg på Platsarna grundades.